# Фонте Казале (Кампобасо)
Фонте Казале је насеље у Италији у округу Кампобасо, региону Молизе.
Према процени из 2011. у насељу је живело 36 становника. Насеље се налази на надморској висини од 741 м.